# Masaje en silla

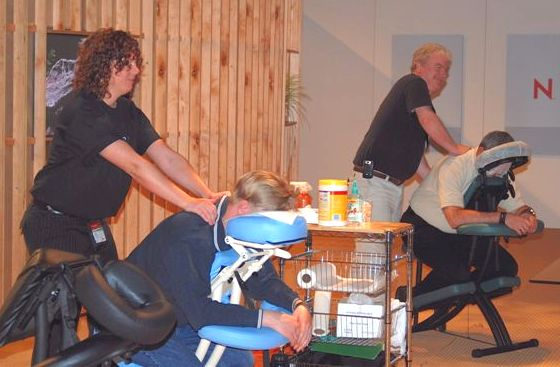
Masaje en silla

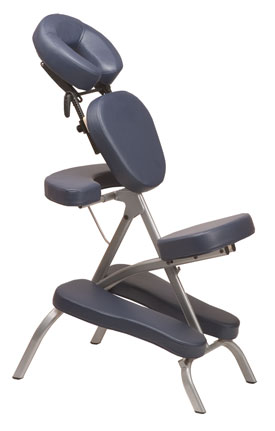
Silla de masaje tradicional

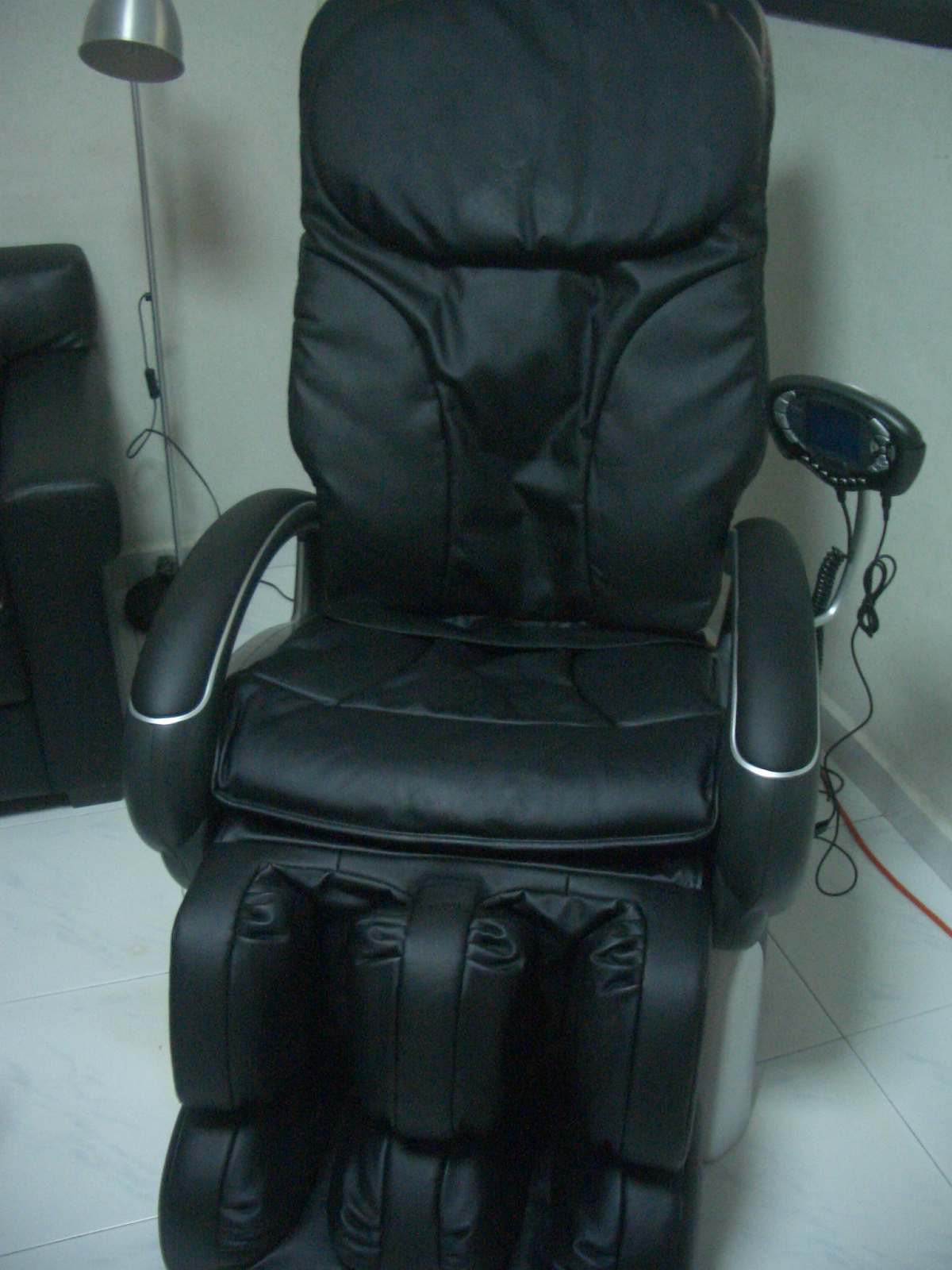
Silla de masaje robotizado

El masaje en silla es un tipo de masaje que se realiza con el cliente vestido y sentado en una silla ergonómica de masaje, y dura entre 10 y 30 minutos aproximadamente.
Las técnicas utilizadas para hacer un masaje en silla son varias, pero las más utilizadas son las que derivan del shiatsu. Estas se llevan a cabo bajo la forma de kata con presiones palmares, digitales, de codo y antebrazo sobre puntos y meridianos de acupuntura, estiramientos, compresión y frotación para dispersar la tensión muscular.
El masaje en silla comprende las zonas de la cabeza, la nuca, el cuello, los hombros, la espalda, la cintura, las caderas, los brazos y las manos, aunque eventualmente se puedan también amasar las piernas.
Es un tipo de masaje de profundidad media a alta, sin ser por ello desagradable. Hay que tener en cuenta que al realizarse presiones sobre puntos muy concretos quizá pueda resultar un poco molesto, como sensación en ciertas partes donde sea más normal la acumulación de tensión, como por ejemplo los hombros. Pero no hay que malinterpretar esa molestia. En cuanto cesa la presión, si está bien hecha, desaparece la molestia y habrán merecido la pena esos 3 o 4 segundos de malestar. Con los masajes en silla la sensación buscada de alivio se consigue de inmediato.
El masaje en silla está especialmente indicado para las personas que no tengan mucho tiempo o las que les guste este tipo de masaje, las que necesiten descontracturar con un poco de urgencia una zona su cuerpo, que tengan pudor para desvestirse para un masaje en camilla, para los que subirse a una camilla les resulte un problema debido a alguna lesión o discapacidad física. 
Las demandas más comunes para un masaje en silla son el dolor de espalda, cuello y hombros.
El masaje en silla es muy utilizado en los ambientes laborales, como programas de bienestar y beneficios
Está contraindicado para las personas que tengan bajo nivel de glucosa en la sangre (existe riesgo de desmayo), lesiones recientes en alguna de las zonas de aplicación anteriormente citadas, mujeres embarazadas (ya que estimula ciertos puntos que corrsponden a las contracciones uterinas), inflamaciones, estados febriles, enfermedades infecciosas de la piel, quemaduras, alteraciones circulatorias tales como flebitis, linfangitis, trombosis, embolias, embolias arteriales y arteriosclerosis, cardiopatías descompensadas, enfermedades hemorrágicas, tumorales y cancerosas, Traumatismo con herida abierta, fracturas y fisuras, Alteraciones de la piel: eczemas, soriasis, etc,  Insuficiencia hepática, enfermedades reumáticas.